# Jean Matton
Pour les articles homonymes, voir Matton.
Jean Georges Fernand Matton (Saint-Maur-des-Fossés, 27 octobre 1888 – Couckelaere, 10 septembre 1917) est un as de l'aviation française de la Première Guerre mondiale, au cours de laquelle il remporte neuf victoires aériennes homologuées, et deux non homologuées.

## Biographie
Engagé volontaire en octobre 1909 dans la cavalerie, il intègre l'école spéciale militaire en 1910. Le lieutenant Matton commence la Grande guerre au sein du 30e régiment de dragons. Le 18 octobre 1914, il est gravement blessé lors d'une reconnaissance mais mène sa mission à son terme. Cité à l'ordre de l'armée pour sa bravoure, il reçoit la Légion d'honneur, le 3 janvier 1915.
Un an plus tard, il commence une formation pour devenir pilote d'avion, et reçoit le brevet de pilote militaire no 2349, le 14 janvier 1916. Dans un premier temps, il est affecté à l'escadrille MF20 (le 'MF' signifiant que les pilotes de l'escadrille volaient sur des avions Farman). Le 23 juillet 1916, Il est transféré à l'escadrille N57. Cinq jours plus tard, il remporte sa première victoire aérienne sur un Albatros C au-dessus de Souilly, une victoire qu'il partage avec les as Georges Lachmann et Georges Flachaire. Ce succès vaut à Matton une nouvelle citation à l'ordre de l'armée. Le 2 octobre 1916, le commandement de l'escadrille 48 (en) lui est confié. Il remporte son second succès sur un biplan allemand, le 15 décembre, au Bois de Carres.
Matton remporte sa troisième victoire sur un ballon d'observation allemand, qu'il abat le 16 février 1917, au-dessus de Marvaux. Il continue sa série de victoires, jusqu'à ce qu'il remporte ses deux dernières victoires le même jour, le 9 juillet, qu'il partage avec Armand de Turenne. Ses cinquième et sixième victoires lui vaudront chacune une citation.
Jean Matton est tué au combat le 10 septembre 1917 au-dessus de la Belgique.

## Décorations
Chevalier de la Légion d'honneur (arrêté du 3 janvier 1915)
 Croix de guerre 1914–1918 (4 citations)
 Médaille commémorative de la guerre 1914–1918

## Ouvrages
- (en) Norman Franks, Over the front : a complete record of the fighter aces and units of the United States and French Air Services, 1914-1918, Londres, Grub Street, 1992 (ISBN 978-0-948817-54-0 et 0-948-81754-2, lire en ligne).